# Eda (roi)
Eda, aussi appelé Da ou Noin, en fonction des différentes traditions orales recensées, serait l'ancêtre du peuple Éwé et le fondateur du royaume de Notsé. Arrivé dans la région avec un groupe, Eda aurait reçu le terrain de Notsé après avoir négocié avec un prêtre de Mawu qui possède l'endroit. Il serait ensuite devenu le roi-prêtre de la cité, avant d'y établir sa dynastie. Les éléments concernant sa vie se mélangent avec le mythe.

## Biographie

### Onomastique et sources divergentes
En fonction des versions des traditions orales preservées, il est nommé Eda,,, Da,, ou Noin. Dans certaines versions, il n'est pas à l'origine du royaume de Notsé, mais celui-ci aurait plutôt été fondé par un chasseur nommé Afotsè ou Ndétsi.

### Récit commun
Dans la version commune des traditions à son propos, Eda se serait déplacé dans la région de Notsé avec un groupe de personnes,. Lui et ses ancêtres viendraient d'une région appelée Ayo, qui correspond peut-être à Oyo, au Nigéria. D'Ayo, ce groupe se serait déplacé, notamment à travers le royaume de Tado, jusqu'au site actuel de la ville de Notsé. Eda aurait alors été en contact avec un prêtre portant le titre de « Mawuno », ou le « prêtre de Mawu » qui aurait possédé les terres et les lui aurait donné. Eda prend alors le titre de « Mawufia », ou « roi de Mawu », ce qui exprime sans doute l'évolution de la monarchie en question.
Par ailleurs, Eda est crédité comme étant l'auteur du complexe du palais royal de Notsé. Un dieu serpent du nom d'Eda est attesté dans la cité.